# Венешен-Вілледж (Іллінойс)
Венешен-Вілледж (англ. Venetian Village) — переписна місцевість (CDP) в США, в окрузі Лейк штату Іллінойс. Населення — 2761 особа (2020).

## Географія
Венешен-Вілледж розташований за координатами 42°24′18″ пн. ш. 88°3′1″ зх. д. / 42.40500° пн. ш. 88.05028° зх. д. (42.405044, -88.050163).  За даними Бюро перепису населення США в 2010 році переписна місцевість мала площу 6,33 км², з яких 4,75 км² — суходіл та 1,58 км² — водойми.

## Демографія
Згідно з переписом 2010 року, у переписній місцевості мешкало 2826 осіб у 1064 домогосподарствах у складі 802 родин. Густота населення становила 446 осіб/км².  Було 1152 помешкання (182/км²).
Расовий склад населення:
| - 94,8 % — білих - 1,2 % — азіатів - 0,7 % — чорних або афроамериканців - 0,1 % — корінних американців - 2,1 % — осіб інших рас |

До двох чи більше рас належало 1,1 %. Частка іспаномовних становила 6,0 % від усіх жителів.
За віковим діапазоном населення розподілялося таким чином: 23,1 % — особи молодші 18 років, 68,0 % — особи у віці 18—64 років, 8,9 % — особи у віці 65 років та старші. Медіана віку мешканця становила 38,4 року. На 100 осіб жіночої статі у переписній місцевості припадало 109,5 чоловіків;  на 100 жінок у віці від 18 років та старших — 106,0 чоловіків також старших 18 років.
Середній дохід на одне домашнє господарство  становив 70 915 доларів США (медіана — 64 663), а середній дохід на одну сім'ю — 76 432 долари (медіана — 64 922). За межею бідності перебувало 8,9 % осіб, у тому числі 12,4 % дітей у віці до 18 років та 3,5 % осіб у віці 65 років та старших.
Цивільне працевлаштоване населення становило 1494 особи. Основні галузі зайнятості: освіта, охорона здоров'я та соціальна допомога — 21,2 %, виробництво — 13,7 %, роздрібна торгівля — 12,9 %, науковці, спеціалісти, менеджери — 12,9 %.